# باربی (الب)
شهر باربی در ایالت زاکسن-آنهالت در کشور آلمان واقع شده است.